# Centrale idroelettrica di Ligonchio e Predare
Le centrali di Ligonchio e Predare (provincia di Reggio Emilia) sono centrali idroelettriche a bacino che sfruttano le acque del bacino imbrifero dei torrenti Ozola e Rossendola, affluenti del fiume Secchia. Sono gestite da Enel Green Power.

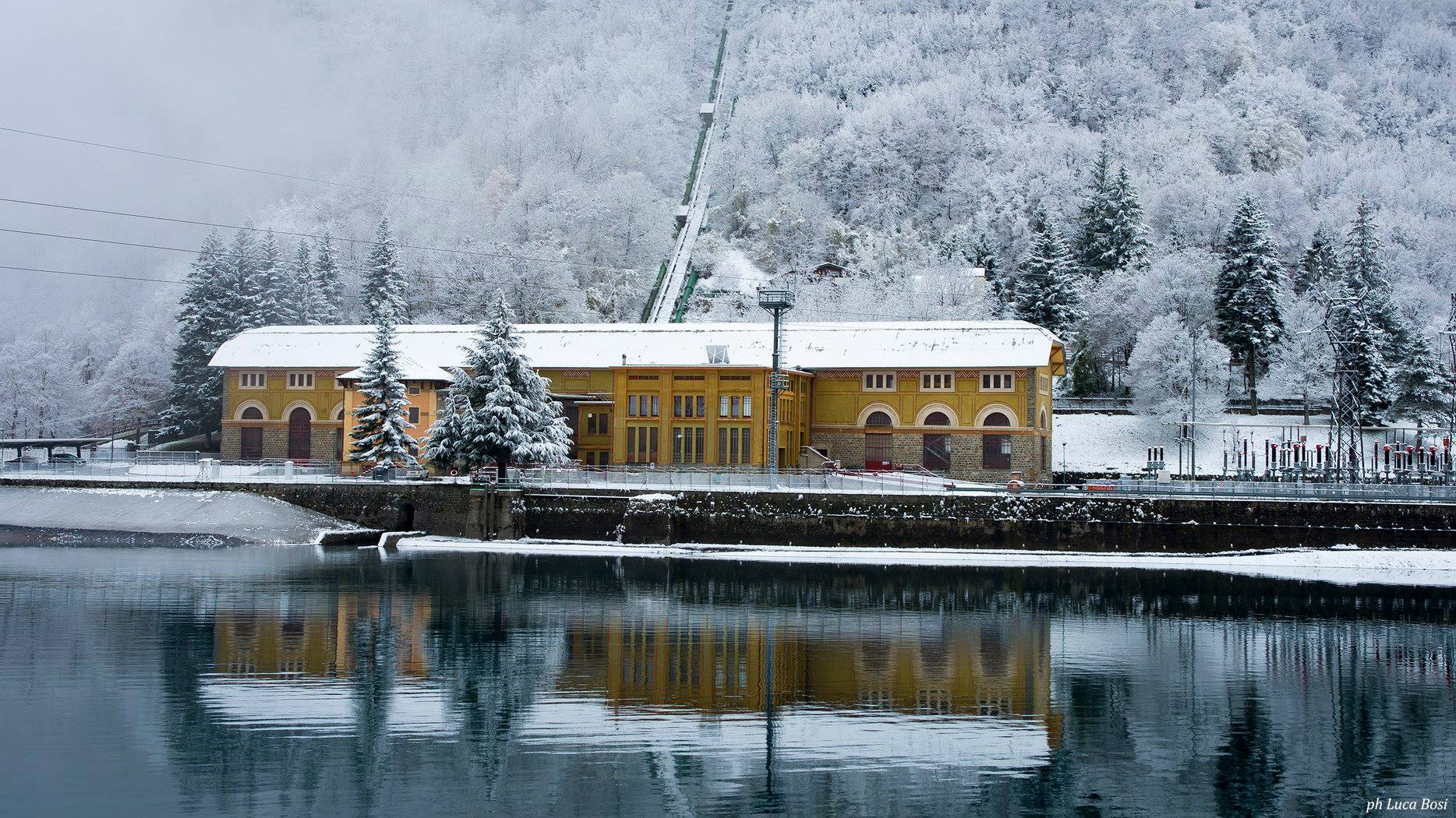
Centrale idroelettrica di Ligonchio

## Descrizione
Il sistema idroelettrico di Ligonchio è costituito da tre impianti, Ligonchio-Ozola (8,5 MW), Ligonchio-Rossendola (2,6 MW) e Predare (11,9 MW). I primi due costituiscono la centrale di Ligonchio mentre la centrale di Predare si trova più a valle. Le captazioni sul torrente Ozola avvengono principalmente tramite il bacino artificiale della Presa Alta (1 229 m) e la traversa della Presa Bassa, mentre la derivazione del torrente Rossendola avviene tramite un sistema di cinque prese, rispettivamente sulla Rossendila, sul Rio Re, Sul Rio Fontana, Sul Rio Freddo e sul rio Bagioleto (fuori uso). successivamente le acque sono raccolte nella vasca di carico in caverna del Groppo per quanto riguarda la derivazione Rossendola, e a Tarlanda per la derivazione Ozola. 
La centrale di Ligonchio sfrutta il salto dell'Ozola (276,2 m) tramite una turbina Pelton ad asse verticale e il salto del Rossendola (197,5 m) tramite una turbina Francis e una turbina Pelton entrambe ad asse orizzontale. Lo scarico della centrale è raccolto nel bacino artificiale di Ligonchio che alimenta a sua volta la centrale di Predare (salto 243,9 m), alimentata anche da prese minori su torrenti in sponda destra della vallata. La centrale di Predare è provvista di una turbina Francis ad asse verticale. 
Dalla centrale di Predare parte un canale a pelo libero che raccoglie le acque scaricate da quest'ultima, prosegue per circa 1 km per poi confluire in una piccola vasca di carico, da qui parte una condotta forzata che serve la terza e ultima Centrale Idroelettrica dell'asta del Torrente Ozola, essa è di proprietà della P.E.I. s.r.l. (una società poco trasparente riconducibile alla Fri-El di Bolzano), che ha una potenza di circa 3 MW 
È provvista di due gruppi formati da due turbina Francis una verticale e una orizzontale.
A valle di questa terza centrale sono in funzione dal 2017 due centraline a basso salto provviste di una turbina Kaplan della società "Greener" di Modena e gestite dalla Romei s.r.l. della potenza di qualche centinaio di chilowatt.
La produzione totale dell'asta supera i 50 milioni di kWh.

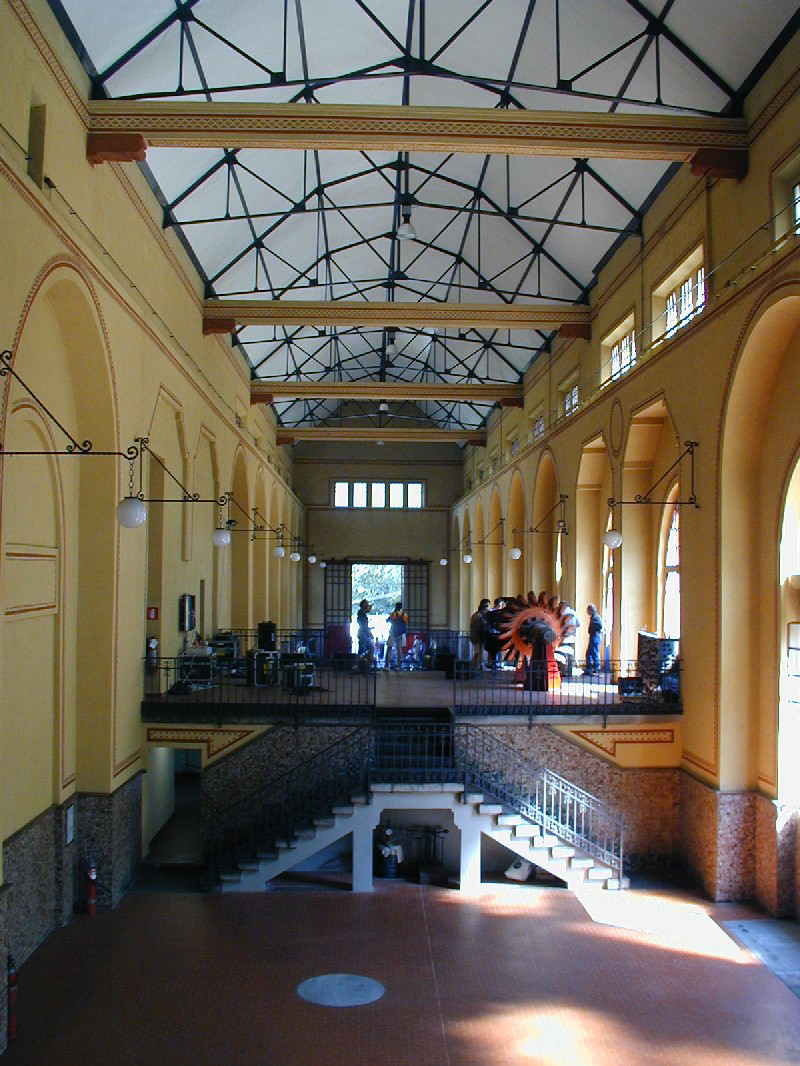
L'interno della centrale di Ligonchio

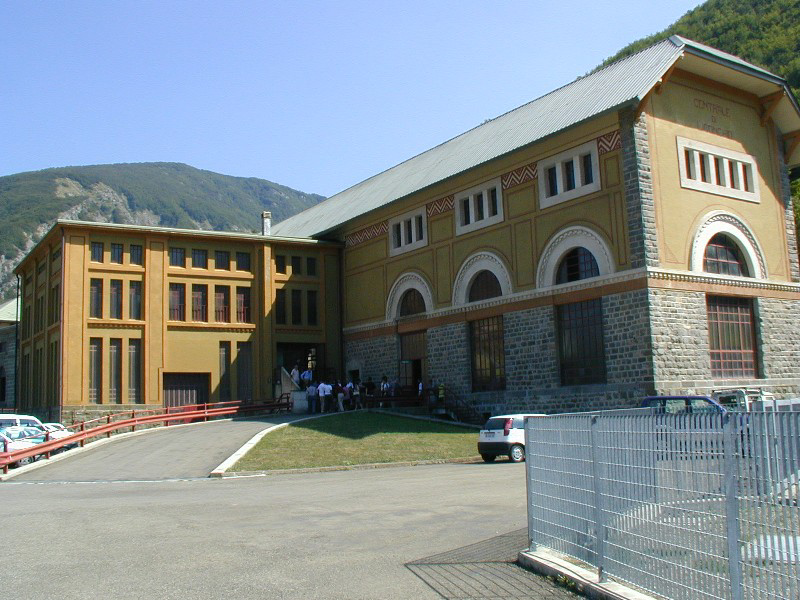
L'ingresso della centrale di Ligonchio

## Storia

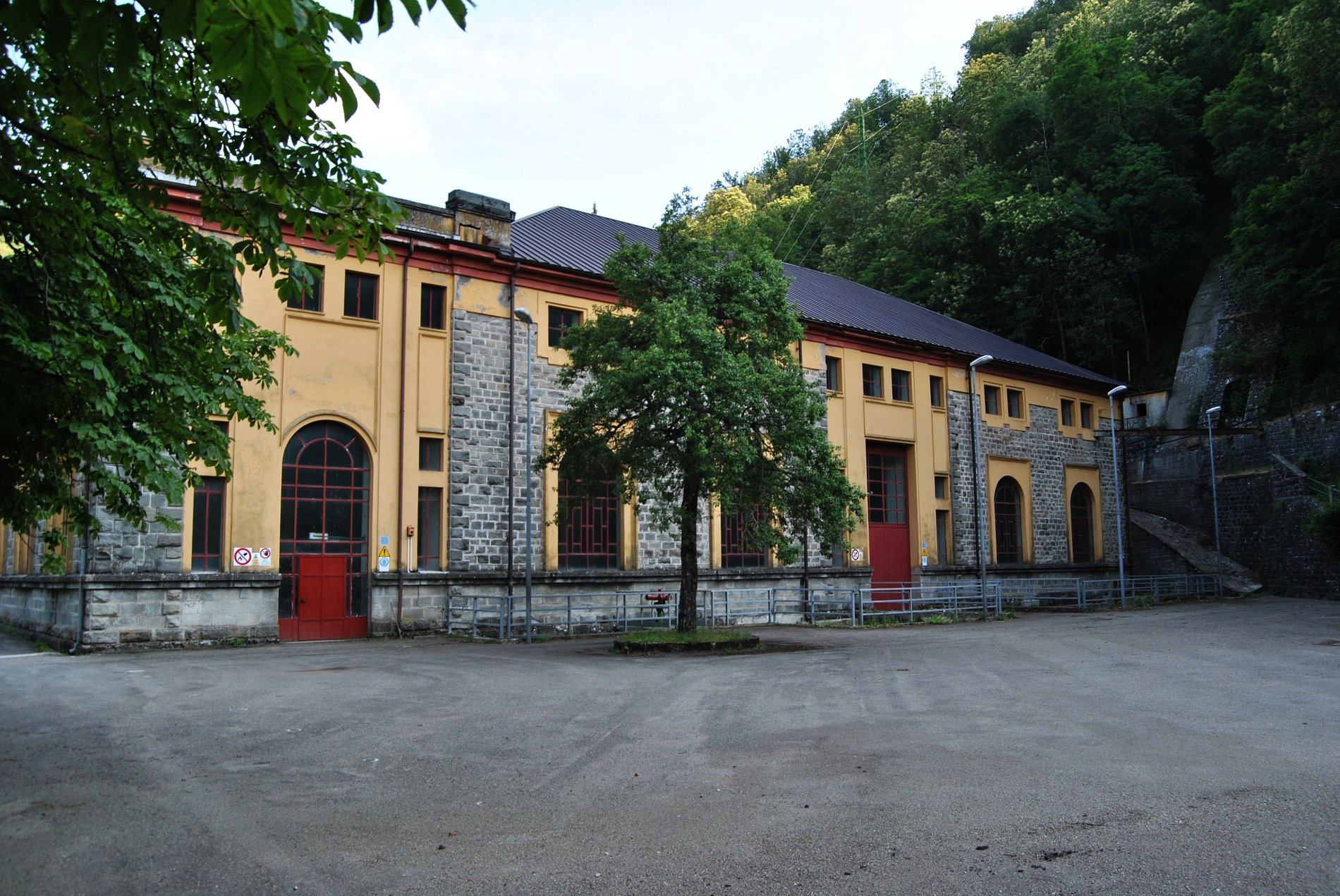
Centrale di Predare

Le centrali entrano in esercizio nel 1922 (l'impianto Ligonchio-Ozola nel 1928) dopo anni di lavoro che richiamarono manodopera da tutta la provincia di Reggio Emilia. L'edificio della centrale di Ligonchio è realizzato in stile Art Nouveau e rappresenta in elegante esempio di architettura industriale. In quegli anni, la centrale di Ligonchio è un'importante eccellenza tecnologica sul territorio che contribuisce al benessere economico e all'aumento demografico della zona. La progressiva automazione della centrale determina un calo occupazionale e demografico a partire dagli anni sessanta. La centrale di Ligonchio è completamente automatizzata dal 1992 mentre Predare dal 1985, e nel 2010 contano otto dipendenti.
Tra il 10 e il 14 aprile 1945 questa area fu teatro di una battaglia tra Wehrmacht e resistenza durante la seconda guerra mondiale. I partigiani, con l'aiuto della popolazione locale, riuscirono a respingere le truppe tedesche intenzionate a distruggere la centrale.

## Atelier dell'acqua e dell'energia
Dal 2009 l'edificio della centrale di Ligonchio ospita l'Atelier dell'acqua e dell'energia, importante atelier pedagogico-scientifico sui fenomeni fisici dell'acqua e della produzione di energia elettrica, realizzato grazie a una collaborazione che include enti locali, Parco nazionale dell'Appennino Tosco-Emiliano, Università di Modena e Reggio Emilia e Reggio Children s.r.l.

## Progetti
Sfruttando derivazioni già esistenti su Ozola e Secchia è in fase di progettazione la costruzione di sei impianti mini-idroelettrico.